# جان-نويل ري
جان-نويل ري هو موظف مدني وسياسي سويسري، ولد في 23 ديسمبر 1949 في ساير في سويسرا، وتوفي في 16 يناير 2016 في واغادوغو في بوركينا فاسو. نشط حزبياً في الحزب الاشتراكي الديمقراطي السويسري. وقد انتخب عضو المجلس الوطني السويسري ‏ (1 ديسمبر 2003 – 2 ديسمبر 2007).

## وصلات خارجية
- الموقع الرسمي